# STS-108
STS-108は、スペースシャトルエンデバーと国際宇宙ステーション（ISS）で行われたミッションである。このミッションの主目的はISSへの物資の供給とメンテナンスであった。ミッションは成功し、事故もなく地球に帰還できた。またこれはアメリカ同時多発テロ事件以降初めてのミッションであった。

## 乗組員
- ドミニク・パドウィル・ゴーリー（英語版） (3), 船長
- マーク・E・ケリー (1), パイロット
- ダニエル・M・タニ (1), ミッションスペシャリスト
- リンダ・ゴドウィン（英語版） (4), ミッションスペシャリスト

### Expedition 4乗組員
- ユーリー・オヌフリエンコ (2), ISS船長（ロシア連邦宇宙局）
- カール・ウォルツ (4), ISSフライトエンジニア
- ダニエル・バーシュ（英語版） (4), ISSフライトエンジニア

### Expedition 3乗組員
- フランク・カルバートソン（英語版） (3) ISS船長
- ミハイル・チューリン (1), RSA ISSフライトエンジニア
- ウラジーミル・デジュロフ (2), RSA ISS Soyuz Cdr

かっこ内の数字は、今回を含めたフライト経験数。

## パラメータ
- 重量
  - ペイロード 4,082 kg
- 近地点 353 km
- 遠地点 377 km
- 軌道傾斜角 51.6°
- 軌道周期 92分

### ISSとのドッキング
- 結合 2001年12月7日 20:03:29 UTC
- 分離 2001年12月15日 17:28:00 UTC
- 期間 7日21時間24分31秒

### 宇宙遊泳
- Godwin と Tani - EVA 1
- EVA 1 開始 2001年12月10日 - 17:52 UTC
- EVA 1 終了 2001年12月10日 - 22:04 UTC
- 期間 4時間12分

## ミッションハイライト
STS-108はISSへの12回目のミッションであり、イタリアの多目的補給モジュール（MPLM）を使用した4回目のミッションとなった。8つの荷物棚と4つの荷物の台が積み降ろされた。
また、ISSのソーラーパネルの基部にあるBeta Gimbal Assemblies（BGA）を断熱材で覆う工事が行われた。BGAは、ソーラーパネルを常に太陽の方向に向けておくための装置である。

## 同時多発テロの犠牲者を悼んで
小さな6000のアメリカ合衆国国旗とニューヨーク市警の大きなアメリカ合衆国国旗がエンデバーの外に掲げられた。これらの国旗は帰還後、同時多発テロの遺族に贈られた。